# Hans Holbein el Jove
Hans Holbein el Jove (alemany: Hans Holbein)  (Augsburg, 1497 - Londres, 29 de novembre de 1543) fou un artista alemany, un dels mestres del retrat en el renaixement alemany i dissenyador de xilografies, vitralls i orfebreria.

## Biografia
Va néixer a Augsburg i des de molt petit va estudiar pintura amb el seu pare, Hans Holbein el Vell, reconegut artista dintre de la tradició flamenca, notable pels seus retrats. Juntament amb el seu germà gran Ambrosius, va treballar primer en el taller del seu pare i posteriorment en el del germà d'aquest, Sigmund Holbein.
Cap a 1515, Holbein el Jove i el seu germà Ambrosius es van instal·lar a Basilea, Suïssa, i entraren en el taller del pintor Hans Herbst. Allà va treballar com a il·lustrador de llibres, realitzant xilografies per a les portades de diverses obres i una sèrie d'esbossos en tinta per a L'elogi de la bogeria d'Erasme de Rotterdam.

## Influència del Renaixement italià
El 1518, durant un viatge a Itàlia, va descobrir les obres dels pintors del Renaixement italià Andrea Mantegna i Leonardo da Vinci. L'impacte d'aquests i altres artistes sobre l'obra de Holbein es pot observar en el modelatge i la composició renaixentistes d'un dels seus primers retrats, Erasme de Rotterdam (1523, Museu del Louvre), en el seu famós Crist mort, en La Passió (ambdós en el Kunstmuseum Basel de Basilea) i en el retaule de La Verge del burgmestre Meyer (Palau del Gran Duc de Darmstadt, Alemanya), tots ells realitzats entre 1519 i 1526.

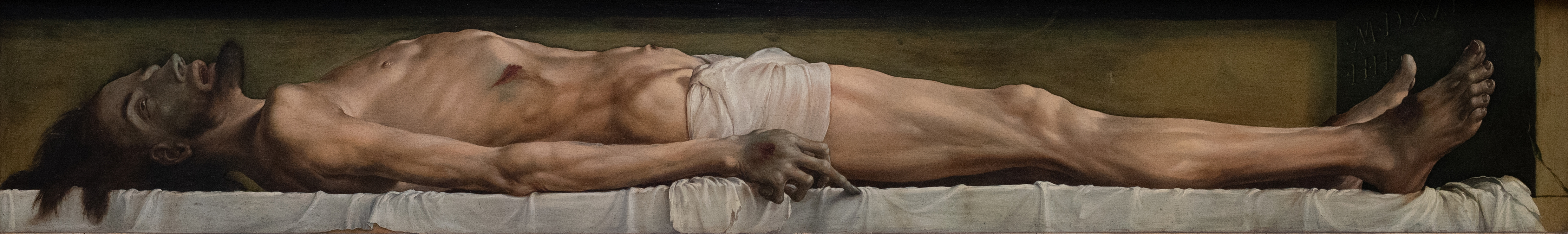
El Crist mort de Holbein

En aquestes obres, s'aprecia una soltesa en el dibuix i una riquesa cromàtica característiques de les obres dels mestres del nord d'Itàlia. En les seves obres religioses, Holbein va unir aquesta riquesa de detalls i colors amb la dignitat i la severitat en la caracterització pròpies de temes religiosos. El 1519 es va casar amb Elsbeth Binzenstock. En aquest mateix any va pintar el retrat de Bonifatius Amerbach, humanista i amic del pintor. El 1520 va rebre el dret de ciutadania, i a l'any següent va obtenir l'encàrrec de decorar la nova sala municipal de Basilea.

## Afectat per la Reforma
Entre 1523 i 1526, va augmentar la seva activitat com a il·lustrador gràcies a una sèrie de 51 dibuixos sobre el tema al·legòric medieval de la dansa macabra (Dansa de la mort), l'autoria de la qual es diu que al principi es va encobrir per evitar represàlies pels seus atacs a l'Església. D'aquesta sèrie, es coneixen diverses versions gravades, i n'és la principal la impresa a Lió el 1538. També va dissenyar una sèrie de gravats en planxa de fusta per a la traducció alemanya de la Bíblia de Martí Luter.

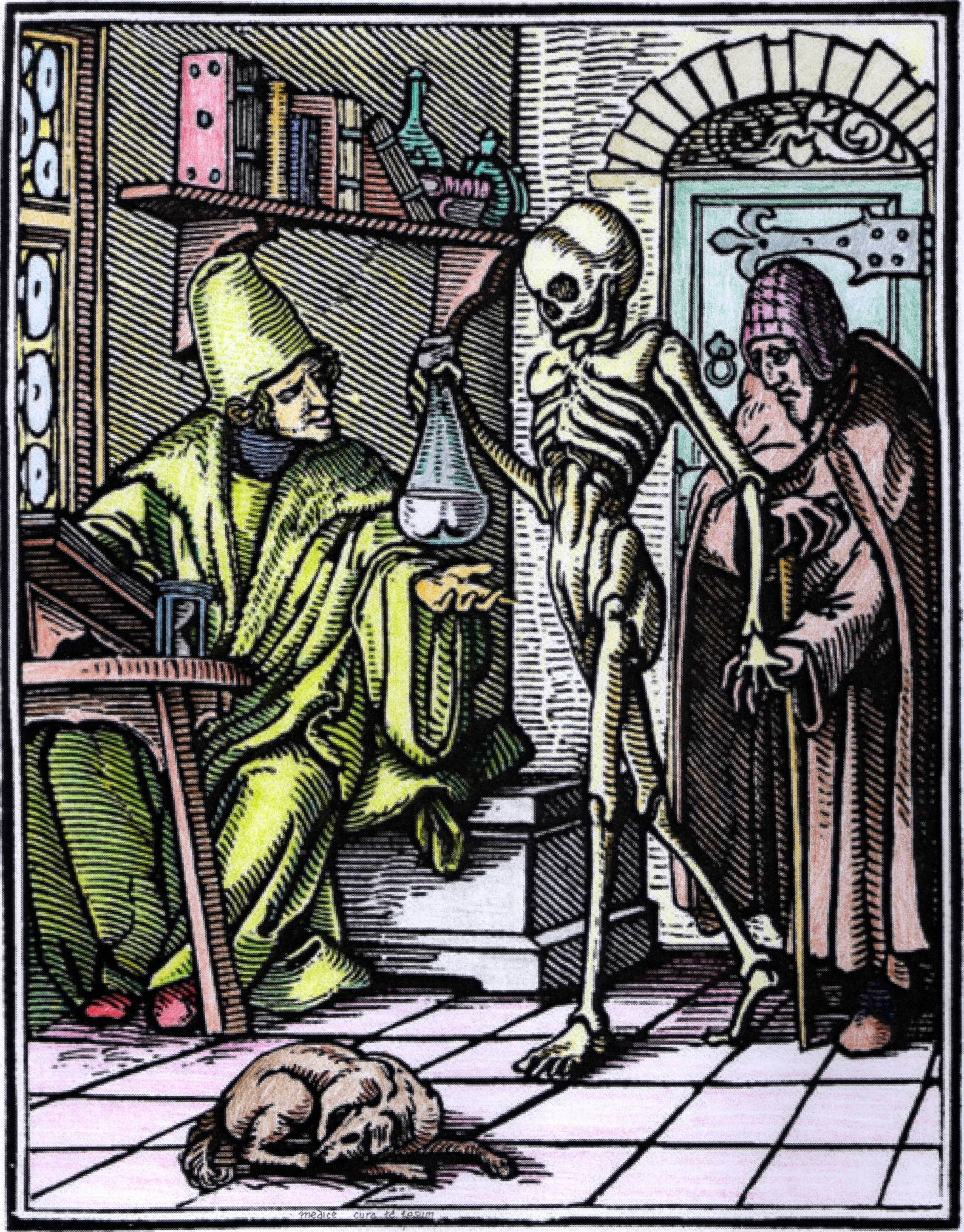
La mort i el metge, de la Dansa de la mort (1538)

L'austeritat preconitzada per la Reforma es va anar apoderant de la societat suïssa i va disminuir el mecenatge artístic, per la qual cosa, a pesar del seu prestigi, Holbein es va veure obligat a anar-se'n a Anglaterra a la recerca de nous encàrrecs. Va arribar a Londres el 1526 amb cartes de presentació escrites per Erasme de Rotterdam, llavors ja el seu amic i protector, per a importants personatges de l'època, als quals hauria de retratar i entre els quals s'inclou Tomàs Moro.
Encara que retratà diversos personatges rellevants, no va arribar a l'objectiu que desitjava (contactar amb la família reial, els Tudor), i el 1528 va tornar a Basilea. Se li va encarregar l'ampliació d'una obra anterior, Justícia (1521-1522), amb la qual havia decorat la sala del consell de l'ajuntament. L'ampliació d'aquesta sèrie de frescos reflecteix el seu continu creixement com a artista; les noves composicions, menys bigarrades que les ja existents, assoleixen un impacte de major dramatisme que les anteriors. Per desgràcia, no es conserva intacte cap dels molts grans frescos que va realitzar en aquest ajuntament, a Anglaterra i a Alemanya. S'ha de jutjar la seva bellesa partint dels esbossos i de les còpies que artistes posteriors van fer dels seus frescos. De l'any 1528, és el seu Retrat de l'astrònom Nicolas Kratzer, amic de Tomàs Moro.

## Trasllat definitiu a Anglaterra
L'escassesa d'encàrrecs el va obligar a intentar una altra incursió a Anglaterra. El 1532 es va tornar a instal·lar a Londres, on finalment va aconseguir cimentar la seva carrera com a mestre retratista. El seu retrat de l'estadista Thomas Cromwell li va proporcionar l'aplaudiment dels cercles reials i, cap al 1536, va ser nomenat pintor de cort d'Enric VIII d'Anglaterra.

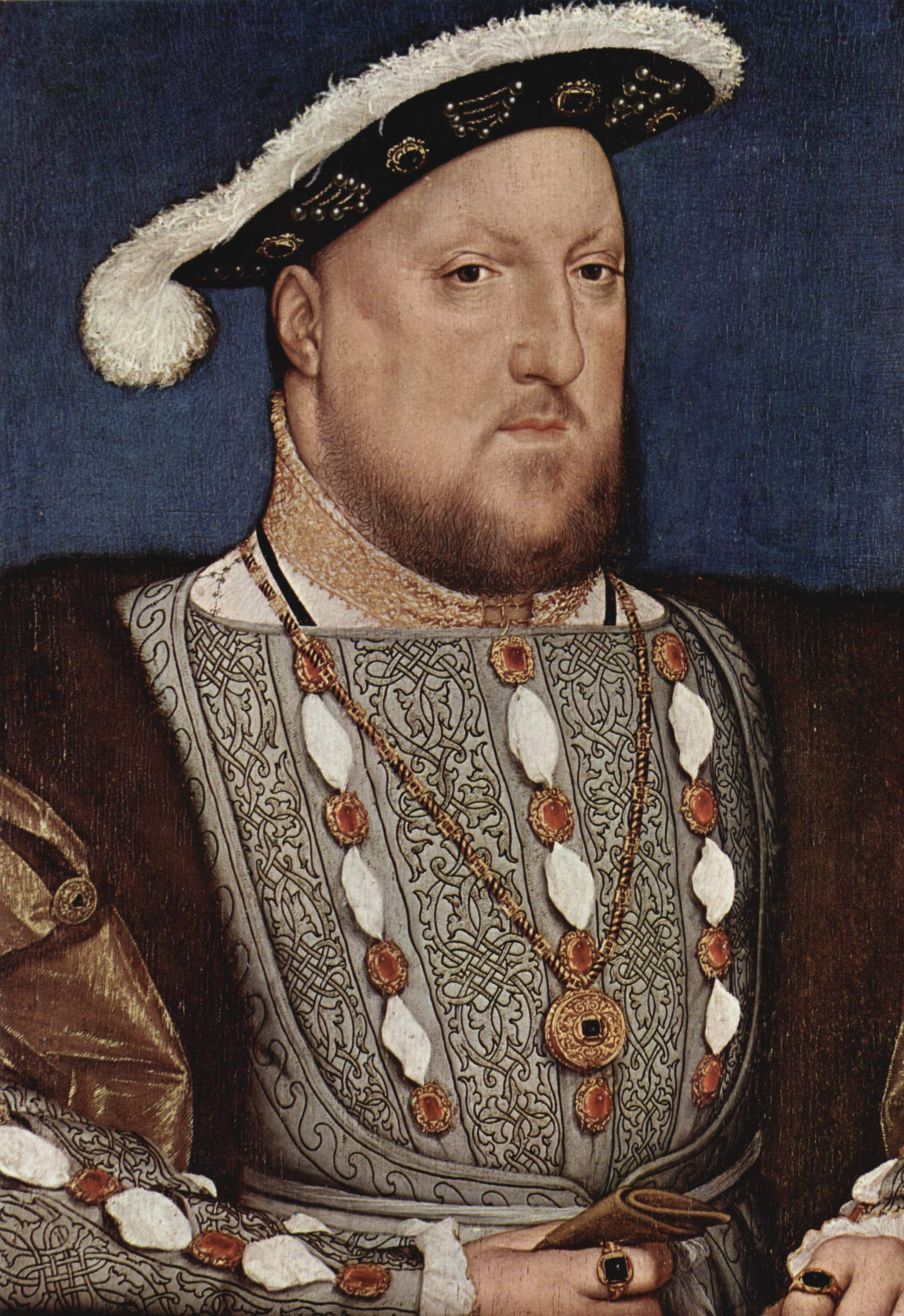
Retrat d'Enric VIII (Museu Thyssen-Bornemisza)

Entre les seves obres més significatives, estan els retrats d'Enric VIII d'Anglaterra (aprox. 1534-1536, Museu Thyssen-Bornemisza) i de la seva esposa Jane Seymour, aquest últim destruït pel foc el 1698, així com els de molts personatges de la cort, entre els quals s'inclouen gran part de les esposes d'Enric VIII (Retrat d'Anna de Clèveris) i el seu fill Eduard (més tard, Eduard VI d'Anglaterra). Els esbossos preliminars d'aquestes pintures, en els quals combinava guix i tinta amb altres mitjans, es compten entre les seves obres més preuades. Bastants d'aquests dibuixos van ser reproduïts en gravat per Wenzel Hollar, en el segle xvii. La col·lecció reial del castell de Windsor conté 87 dels dibuixos realitzats per Holbein.
En els seus últims anys, Holbein va treballar tant a Basilea com a Londres. En una de les seves estades a Londres, va pintar el Retrat del mercader Gisze protagonitzat pel mercader alemany Georg Gisze, germà de Tiedemann Giese, en l'anomenat Stalhof, lloc de la Lliga Hanseàtica a Londres.
Mentre Holbein treballava en un altre retrat del rei Enric, va morir a Londres el 1543 durant una epidèmia de pesta. Va fer el seu testament el 7 d'octubre de 1543, i un document adjunt, datat el 29 de novembre, el descriu com a recentment mort.

### Síntesi de la seva obra
Holbein va assolir una gran fama gràcies als seus retrats realistes de persones i grups, el detallisme de la pell, el cabell, les vestidures i l'ornamentació, així com el talent per a representar amb exactitud cadascuna de les diferents textures, que no disminuïen ni anaven en detriment de les característiques essencials i de dignitat dels seus retratats. Tal va ser el realisme de la seva obra que la seva influència va sobrepassar els límits de la pintura. La pintura del Crist sepultat va causar gran influència en l'escriptor rus Fiódor Dostoievski, tant és així que el va inspirar en la seva novel·la L'idiota.
Holbein també va realitzar miniatures i va contribuir al gran art renaixentista de la pintura sobre vidre amb nombrosos dibuixos.

## Llegat i reputació

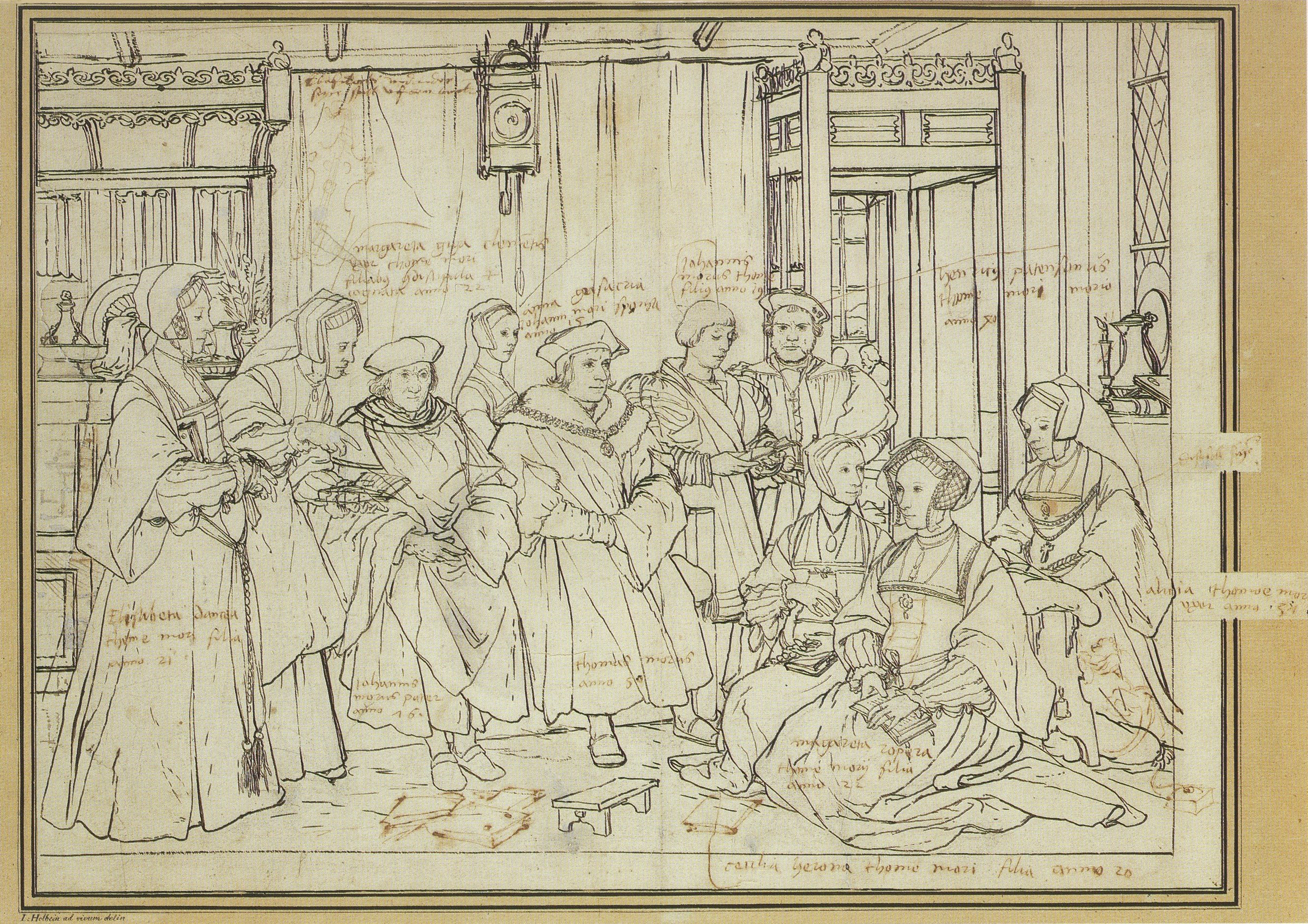
Estudi per al Retrat familiar de Thomas More, c. 1527. Esbós a la ploma i pinzell en negre sobre guix, Kunstmuseum Basel.

La fama de Holbein es deu en part a la dels seus models. Diversos dels seus retrats s'han convertit en icones culturals. Va crear la imatge estàndard d’Enric VIII. En pintar Henry com un heroi icònic, però, també va transmetre subtilment la tirania del seu personatge. Els retrats de Holbein d'altres figures històriques, com ara Erasme, Thomas More i Thomas Cromwell, han fixat les seves imatges per a la posteritat. El mateix passa amb el conjunt de senyors i dames anglesos, l'aspecte dels quals sovint només es coneix a través del seu art. Per aquest motiu, John North anomena Holbein el càmera de la història dels Tudor. A Alemanya, en canvi, Holbein és considerat un artista de la Reforma, i a Europa de l'humanisme.
A Basilea, el llegat de Holbein va ser assegurat pel seu amic Amerbach i pel fill d'Amerbach, Basilius, que va recollir la seva obra. L'Amerbach-Kabinett va formar més tard el nucli de la col·lecció Holbein al Kunstmuseum Basel. Tot i que l'art de Holbein també era valorat a Anglaterra, pocs documents anglesos del segle xvi el mencionen. L'arquebisbe Matthew Parker (1504–75) va observar que els seus retrats estaven delineats i expressats amb la semblança de la vida real. A finals del segle xvi, el retratista en miniatura Nicholas Hilliard va parlar al seu tractat Art de Limning del seu deute amb Holbein: Sempre he imitat la manera de Holbein i la considero la millor. No es va escriure cap relat de la vida de Holbein fins al sovint inexacte Schilder-Boeck (Llibre de pintor) de Karel van Mander de 1604.

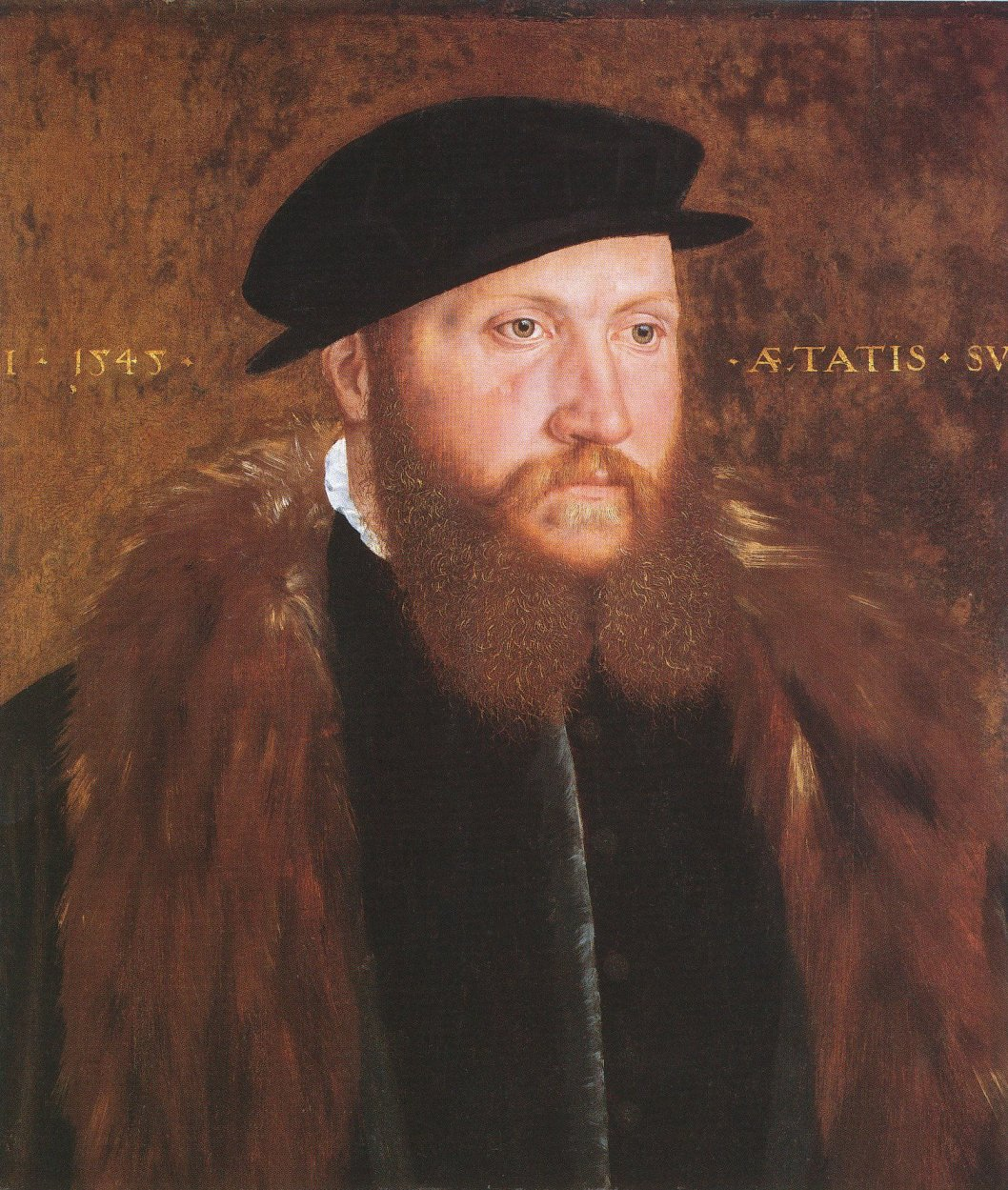
Home amb gorra negra, de John Bettes el Vell, 1545. Oli sobre roure, Tate Britain, Londres.

Els seguidors de Holbein van produir còpies i versions de la seva obra, però sembla que no va fundar cap escola. El biògraf Derek Wilson el qualifica com un dels grans personatges únics de la història de l'art. L'únic artista que sembla que va adoptar les seves tècniques va ser John Bettes el Vell, L'home amb gorra negra (1545) del qual té un estil proper al de Holbein. Els estudiosos difereixen sobre la influència de Holbein en l'art anglès. Segons Foister: «Holbein no va tenir successors reals i pocs imitadors a Anglaterra. La disparitat entre els seus retrats subtils i interrogatius d'homes i dones les mirades dels quals ens segueixen, i els retrats estilitzats d'Elisabet I i els seus cortesans pot semblar extrema, sobretot tenint en compte que és difícil rastrejar una successió estilística adequada a l'obra de Holbein per establir un pont fins a la meitat de segle».
No obstant això, es pot dir que la pintura moderna a Anglaterra va començar amb Holbein. Que artistes posteriors eren conscients de la seva obra és evident en els seus propis artistes, de vegades explícitament. Hans Eworth, per exemple, va pintar dues còpies de cos sencer a la dècada de 1560 del quadre Enric VIII de Holbein, derivades del patró de Whitehall, i va incloure un Holbein al fons del seu quadre Mary Neville, Lady Dacre. La influència de la monumentalitat i l'atenció a la textura de Holbein s'ha detectat en l'obra d'Eworths. Segons la historiadora de l'art Erna Auerbach: «La influència de Holbein en l'estil del retrat anglès va ser sens dubte immensa. Gràcies al seu geni, es va crear un tipus de retrat que complia les necessitats del model i elevava el retrat a Anglaterra a un nivell europeu. Es va convertir en el prototip del retrat de la cort anglesa del període renaixentista».

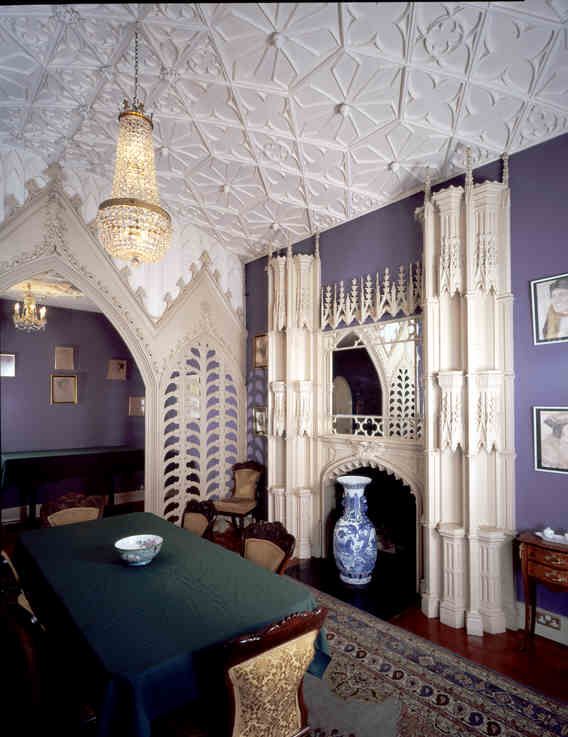
Cambra Holbein del a Strawberry Hill House.

Al segle xviii, Holbein va trobar el favor a Europa d'aquells que veien el seu art precís com un antídot contra el barroc. A Anglaterra, el coneixedor i antiquari Horace Walpole (1717–97) el va lloar com a mestre de l'gòtic. Walpole va penjar còpies de Holbein a la seva casa neogòtica de Strawberry Hill i va mantenir una habitació Holbein. A partir de 1780, cap al 1780, es va iniciar una reavaluació de Holbein, i va ser consagrat entre els mestres canònics. Va sorgir un nou culte a l'obra mestra de l'art sacre, avalat pels romàntics alemanys. Aquest punt de vista va patir un revés durant la famosa controvèrsia coneguda com la Holbein-Streit (disputa de Holbein) a la dècada de 1870. Va resultar que la venerada  Madonna de Meyer a Dresden era una còpia, i que la versió poc coneguda de Darmstadt era l'original de Holbein. Des de llavors, els estudiosos han anat eliminant gradualment l'atribució a Holbein de moltes còpies i obres derivades. La visió acadèmica actual de l'art de Holbein emfatitza la seva versatilitat, no només com a pintor sinó també com a dibuixant, gravador i dissenyador. La historiadora de l'art Erika Michael creu que «l'amplitud del seu llegat artístic ha estat un factor significatiu en la recepció sostinguda de la seva obra».

## Obres
- 1521 El cos de Crist mort en la tomba, Kunstmuseum Basel, Basilea.
- 1526-1529 Verge del burgmestre Meyer, retaule, oli sobre taula, 146,5 X 102 cm. Schlossmuseum, Darmstadt; fins al 2008, en préstec a l'Institut Städel de Frankfurt.
- 1528 Retrat de Nicolas Kratzer, oli sobre fusta, 83 x 67 cm, Museu del Louvre, París.
- 1532 Retrat del mercader Gisze, oli sobre fusta, 96,3 x 85,7 cm. Staatliche Museen, Gemäldegalerie (Berlín).
- 1533 Els ambaixadors, oli sobre taula de roure, 209 x 207 cm, National Gallery de Londres.
- 1536 Retrat de sir Richard Southwell, oli sobre taula, 47,5 X 38cm. Galeria dels Uffizi, Florència.
- Retrat de Cristina de Dinamarca. National Gallery de Londres.
- Retrat de Thomas More. Col·lecció Frick, Nova York.
- Retrat de dama amb esquirol i estornell. National Gallery de Londres.
- Retrat d'Enric VIII d'Anglaterra. Museu Thyssen-Bornemisza, Madrid.
- 1539 Retrat d'Anna de Clèveris, pergamí encolat sobre tela, 65 x 48 cm, Museu del Louvre, París.

## Galeria

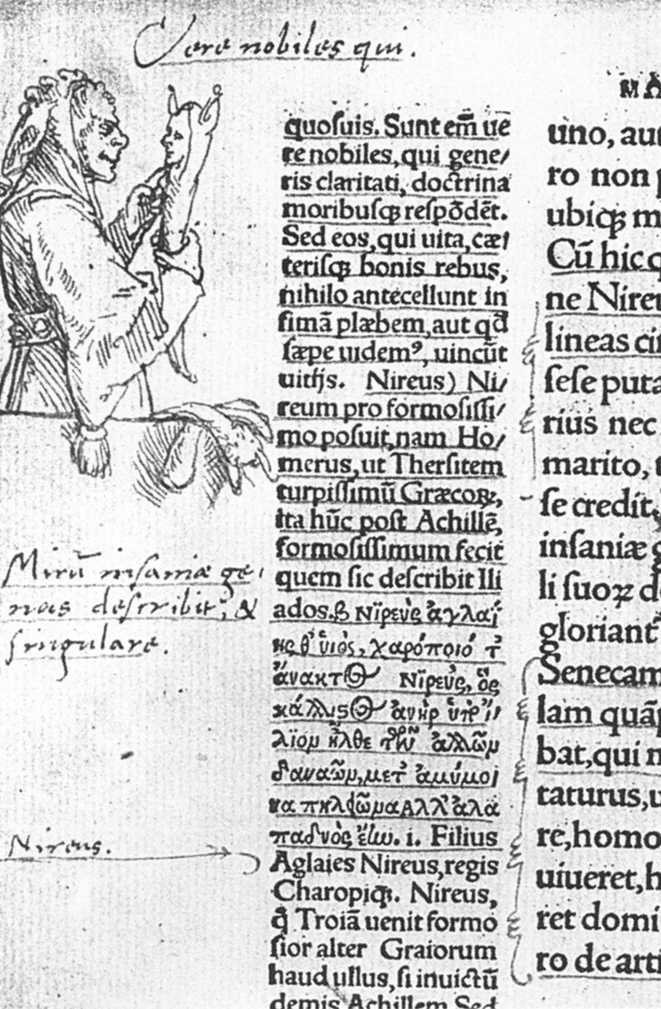
L'enginyós dibuix marginal de Hans Holbein de la Follia (1515), en la primera edició, una còpia propietat del mateix Erasme (Kupferstichkabinett, Basilea)
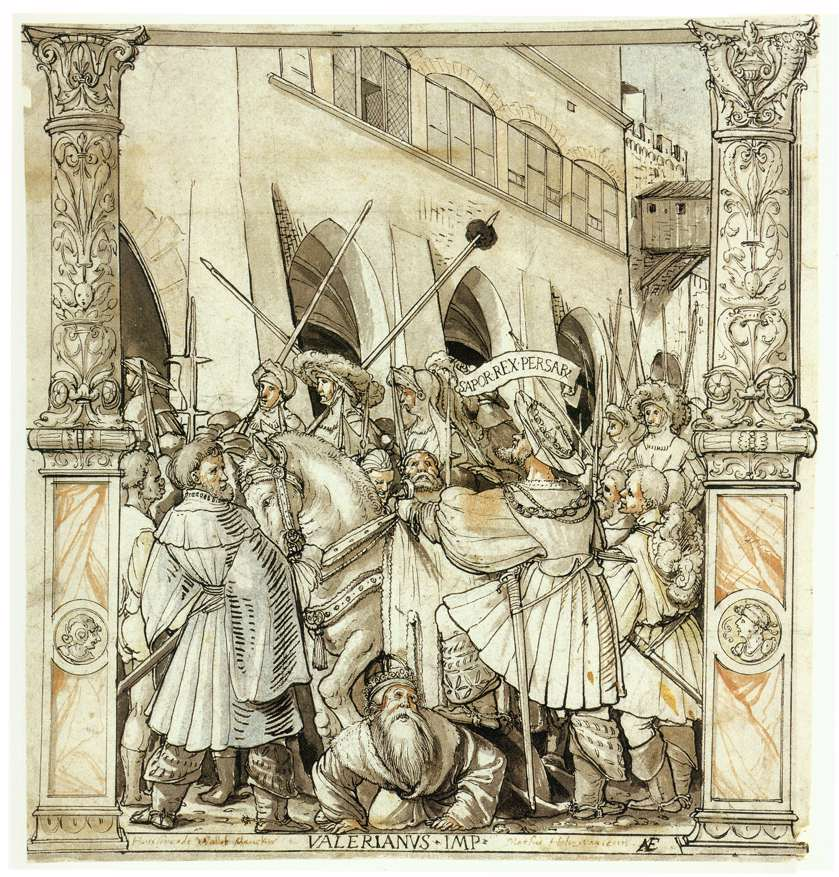
La humiliació de l’emperador Valerià pel rei persa Sapor, c. 1521. Ploma i tinta negra sobre esbós de guix, aiguada grisa i aquarel·la, Kunstmuseum Basel
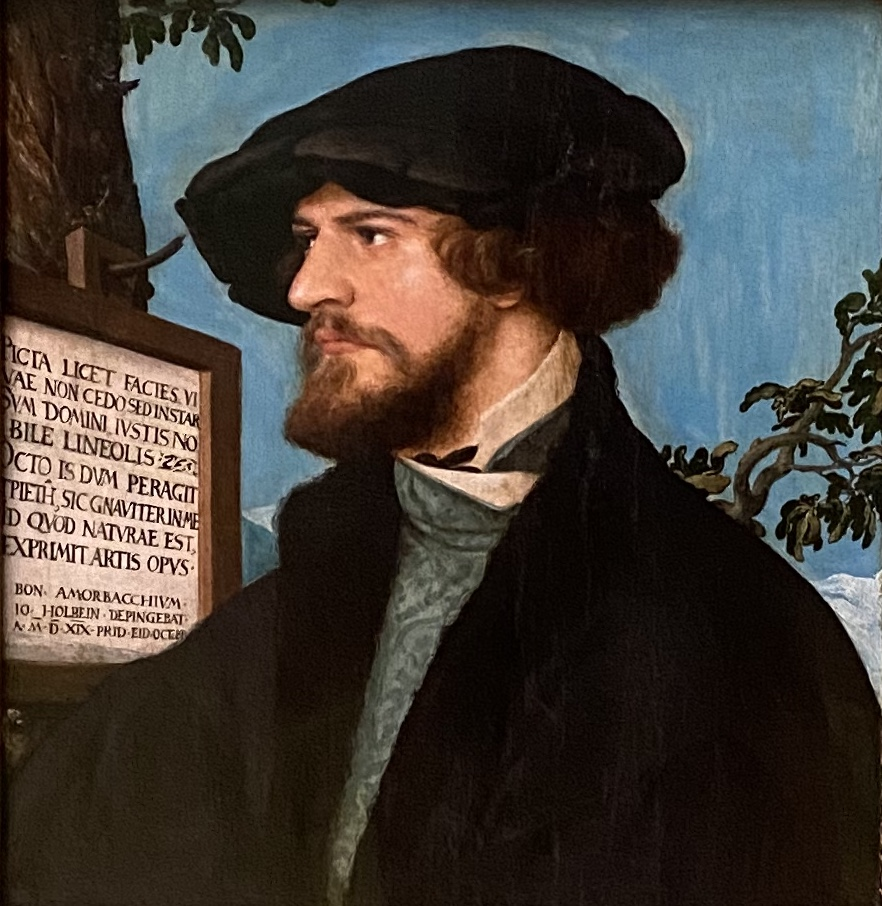
Retrat de Bonifaci Amerbach, 1519. Oli i tremp sobre pi, Kunstmuseum Basel
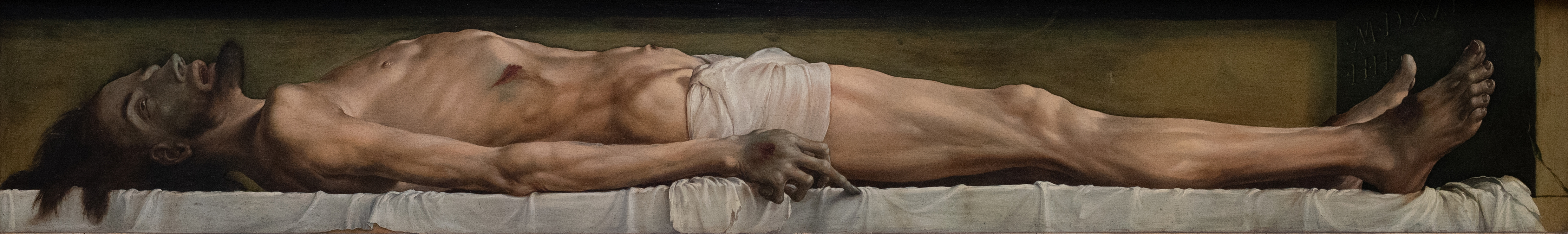
El cos del Crist mort a la tomba, i un detall, 1521–22. Oli i tremp sobre fusta de til·ler, Kunstmuseum Basel
Retrat d'una dama amb un esquirol i un estornell, c. 1527–28. Oli i tremp sobre roure, National Gallery de Londres
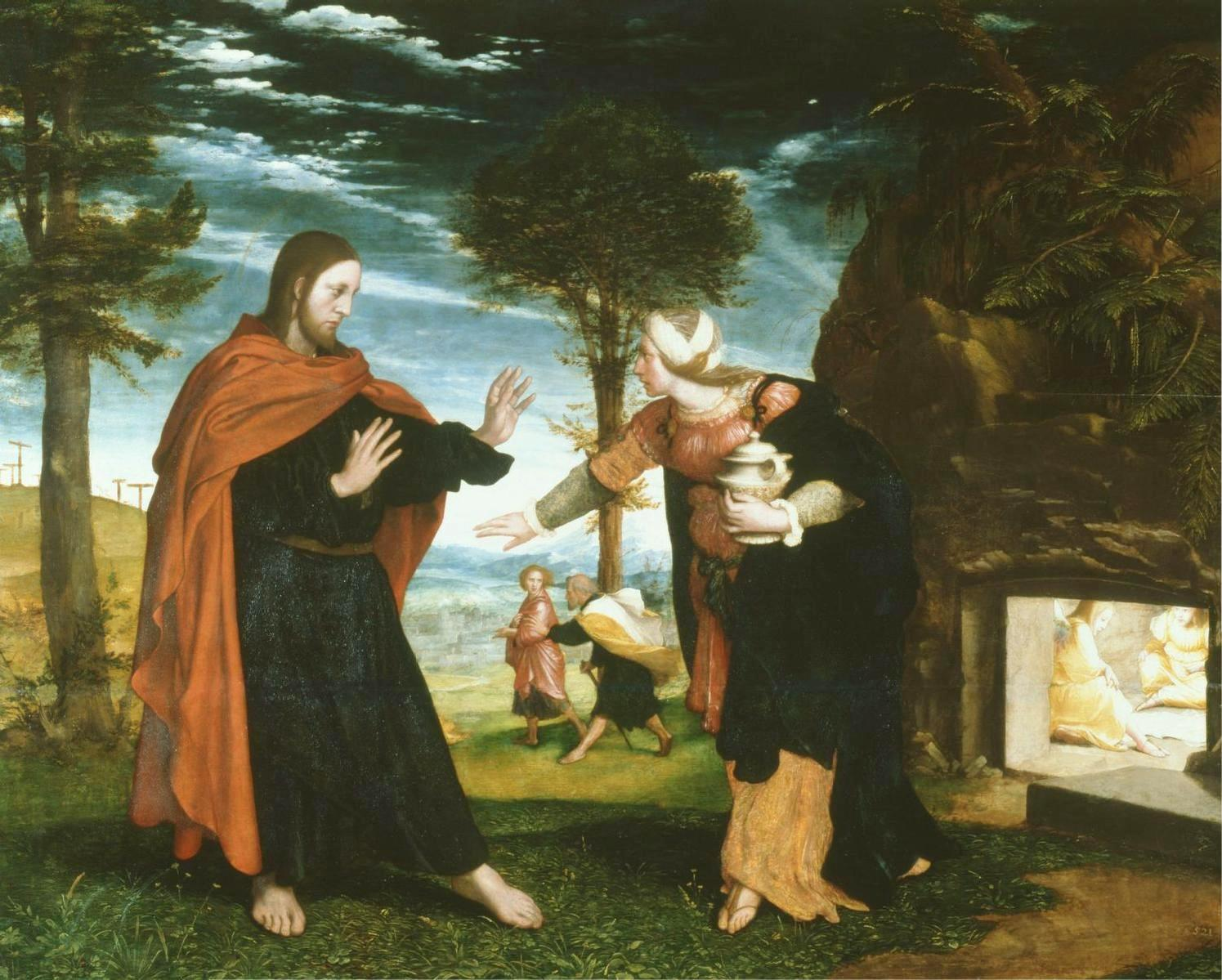
Noli me tangere, possiblement 1524–26. Oli i tremp sobre roure, Col·lecció Reial
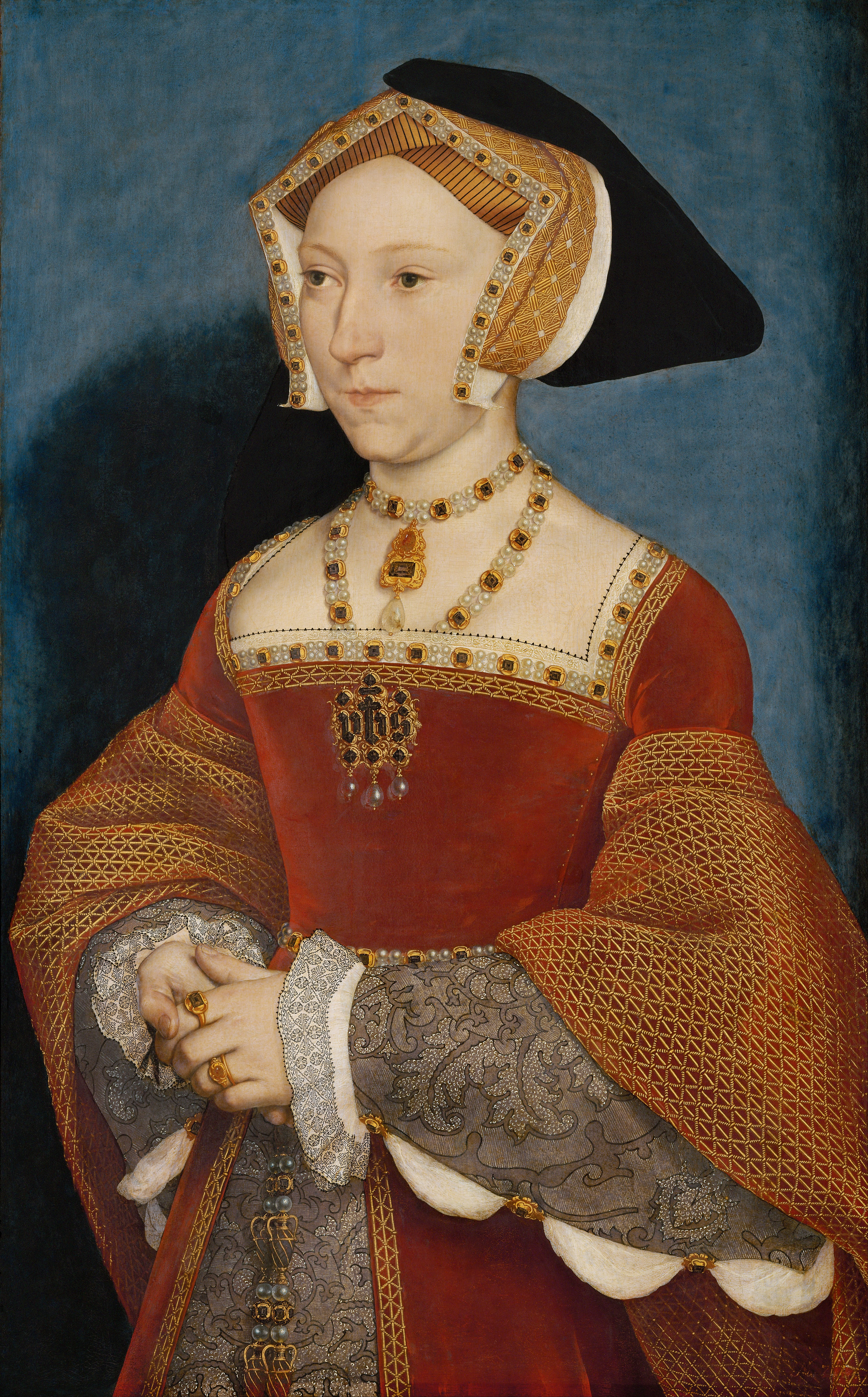
Retrat de Jane Seymour, c. 1537. Oli i tremp sobre roure, Kunsthistorisches Museum, Viena
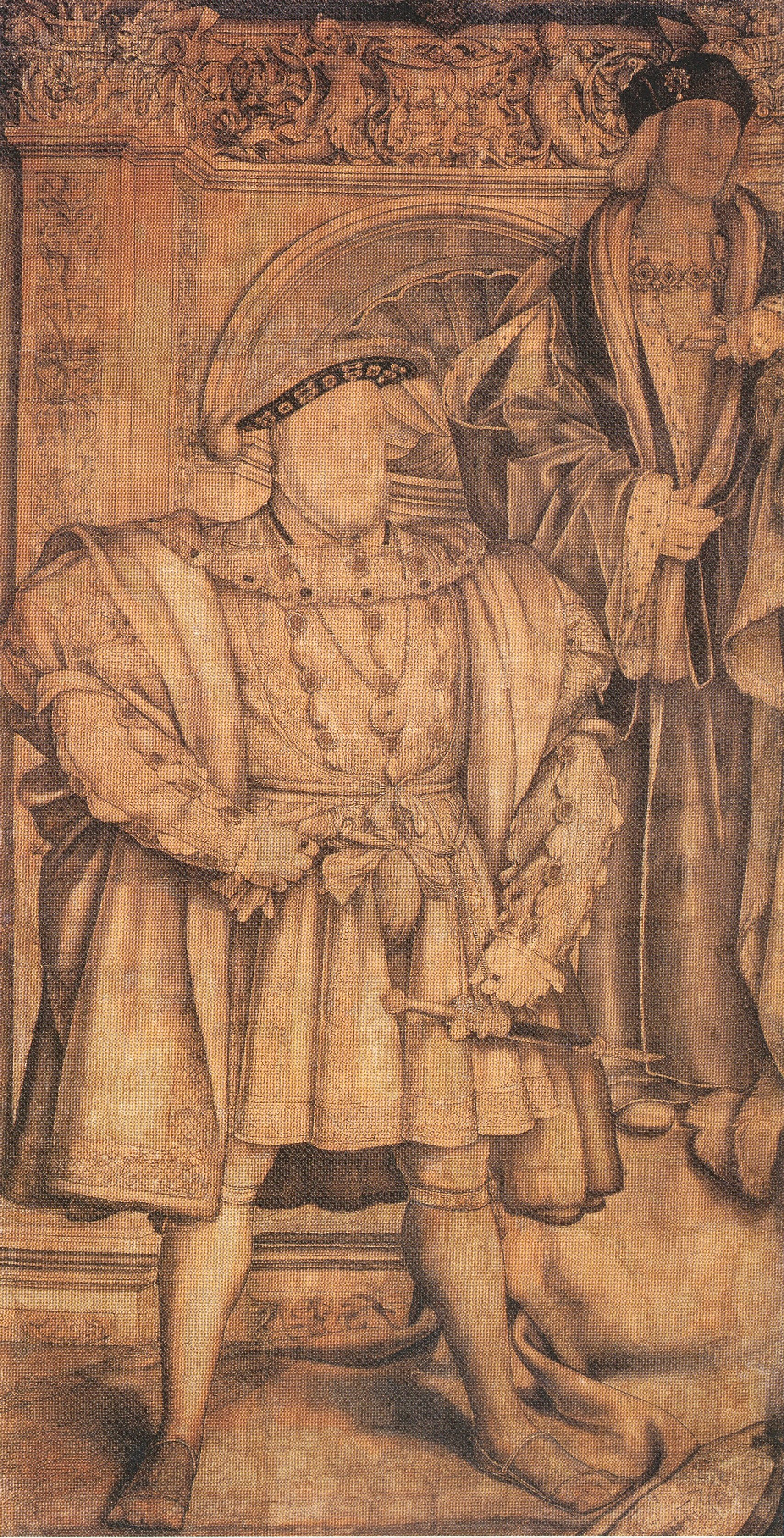
Enric VIII i Enric VII, 1537. National Portrait Gallery, Londres
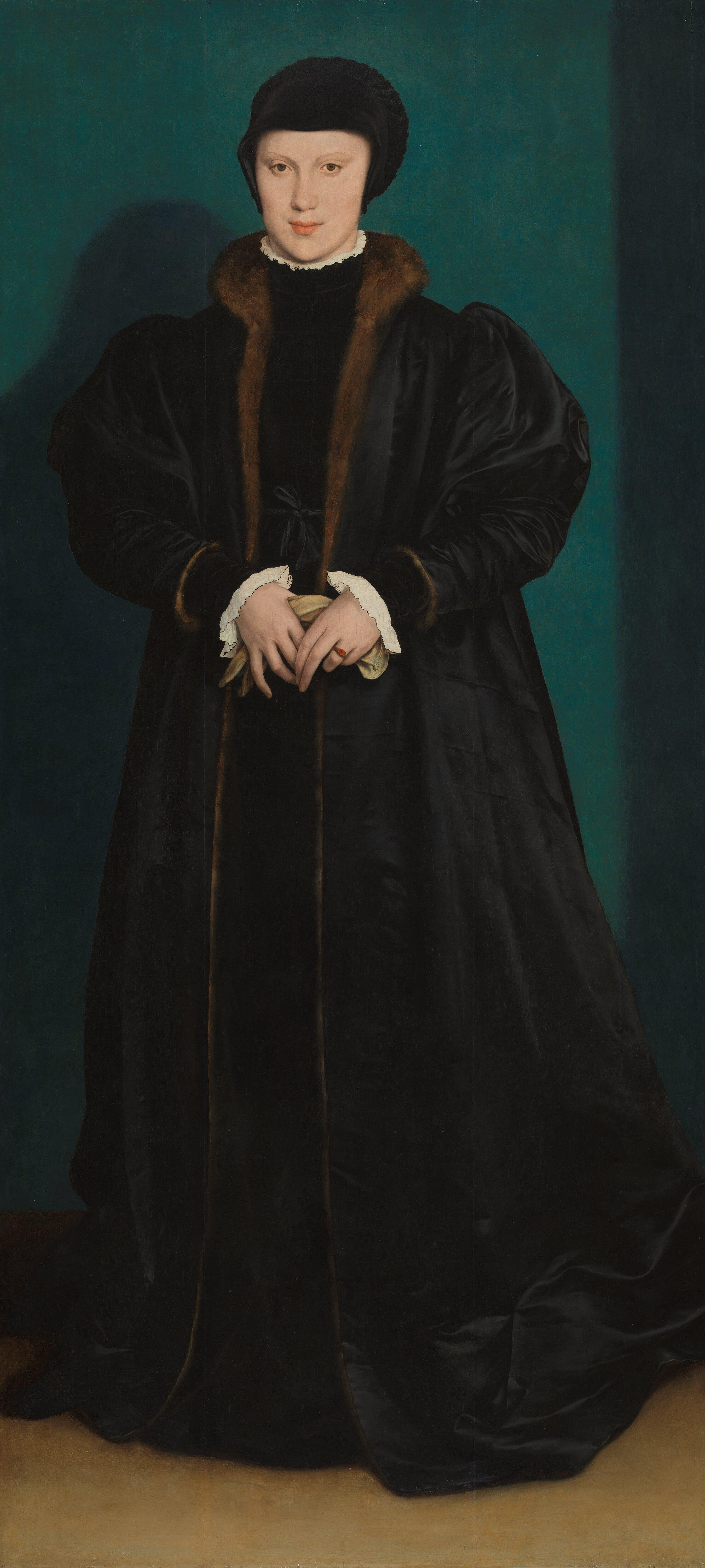
Retrat de Cristina de Dinamarca, c. 1538. Oli i tremp sobre roure, National Gallery, Londres
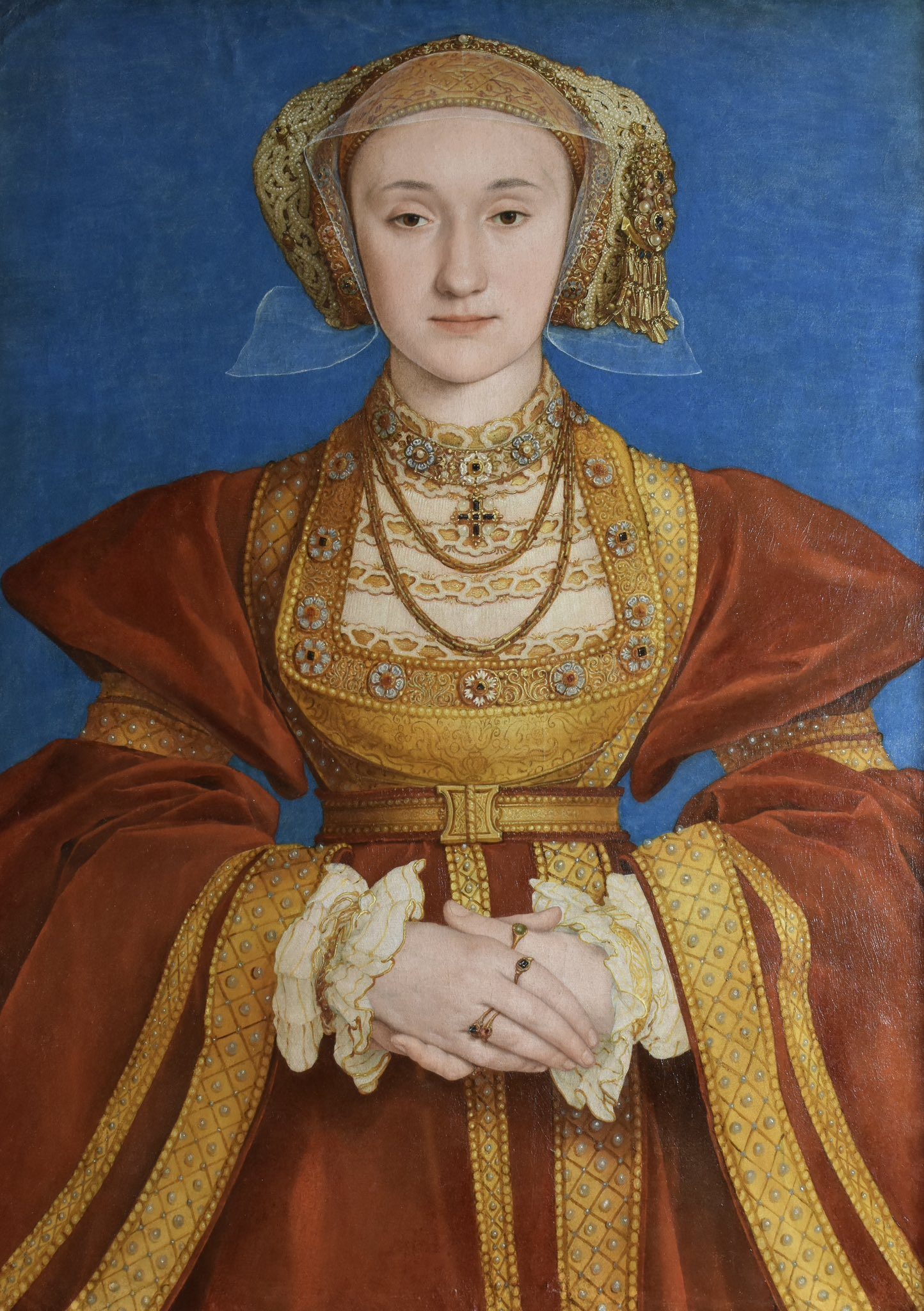
Retrat d'Anna de Clèveris, c. 1539. Oli i tremp sobre pergamí muntat sobre tela, Museu del Louvre, París
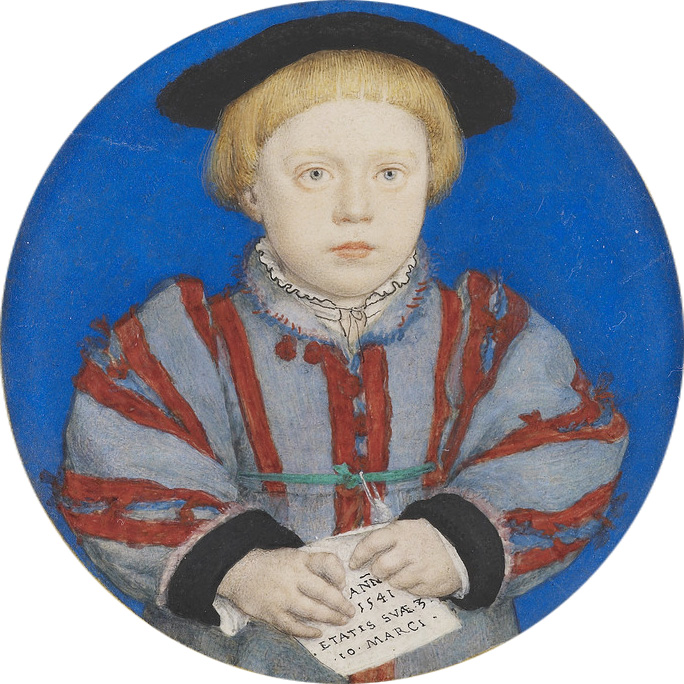
Charles Brandon, 3r duc de Suffolk, Col·lecció Reial, Castell de Windsor
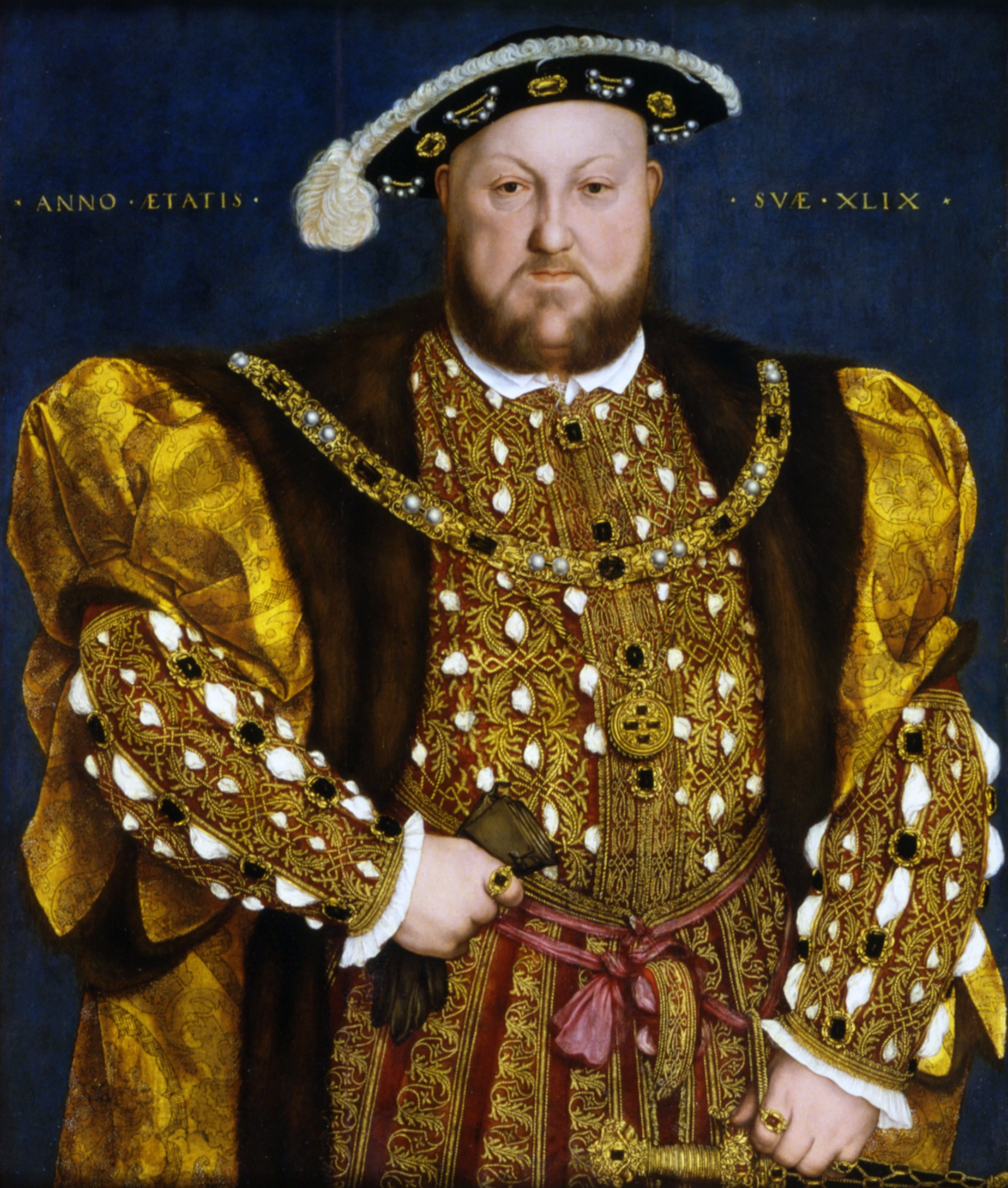
Enric VIII als 49 anys (1540), Galleria Nazionale d'Arte Antica, Palazzo Barberini, Roma
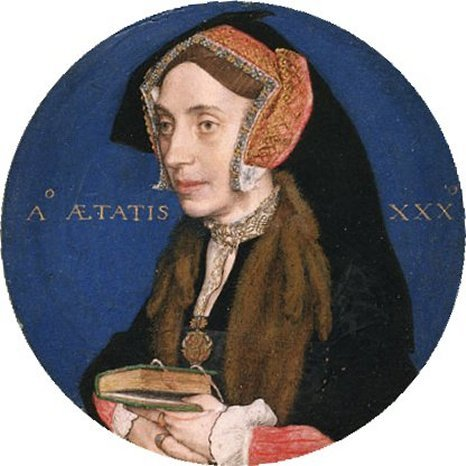
Margarida Roper; c. 1535–36, Color del cos sobre vitel·la muntat sobre cartolina, 4,5 cm de diàmetre (1,8 a), Museu Metropolità d'Art, Nova York